# بیل آلن (بازیکن بسکتبال)
بیل آلن (انگلیسی: Bill Allen؛ زادهٔ ۱ ژانویهٔ ۱۹۴۵) بازیکن بسکتبال اهل ایالات متحده آمریکا است.